# República de Tlaxcallan
La República de Tlaxcallan —también denominada Confederación de Tlaxcala o Tlaxkallan Altepeyotl— fue una unión político-militar de cuatro altépetl nahuas (Tepeticpac, Tizatlán, Ocotelulco y Quiahuiztlán) que mantuvo su independencia frente al Imperio mexica durante el Período Posclásico Tardío (1200-1521 d. C.) y desempeñó un papel decisivo en la Conquista de México al aliarse con Hernán Cortés en 1519. Se trata de uno de los pocos ejemplos mesoamericanos documentados de gobierno colegiado sin monarquía hereditaria centralizada y ha sido calificada como «república indígena» por la investigación arqueológica y etnohistórica reciente.
La singularidad de Tlaxcallan radica en su estructura política descentralizada, basada en el consenso entre múltiples casas señoriales, su resistencia exitosa contra el expansionismo mexica durante casi un siglo, y su posterior alianza estratégica con los conquistadores españoles que le permitió conservar privilegios únicos durante el período colonial temprano.

## Toponimia y etimología
El etnónimo Tlaxkallan deriva del náhuatl y significa «lugar de pan de maíz» o «lugar donde abundan las tortillas», compuesto por tlaxkalli (tortilla de maíz) y el sufijo locativo -tlān (lugar de). Esta denominación refleja la importancia del cultivo de maíz en la economía tlaxcalteca y su papel como región productora de alimentos.
Las fuentes coloniales castellanizaron el término como Tlaxcala, forma que se extendió posteriormente para denominar al actual estado mexicano. En documentos en náhuatl del siglo XVI aparece también como Tlaxkallan Altepeyotl (república o lugar de gobierno de Tlaxcala), término que enfatiza su carácter político distintivo.
Otras variantes documentadas incluyen Texkallan en algunas fuentes españolas tempranas y Tlaxkallan Tepemeh (cerros de Tlaxcala) en referencia a su ubicación montañosa.

## Territorio y geografía

### Ubicación y límites
La república ocupaba una altiplanicie volcánica de aproximadamente 4500 km² en el actual centro-este de México, rodeada por los volcanes Popocatépetl, Iztaccíhuatl y La Malinche (Matlalcuéyetl). Su territorio funcionaba como un enclave estratégico dentro de la cuenca de México, conectando el Altiplano Central con las tierras bajas del Golfo de México.
Los límites aproximados de la confederación eran:
- Norte: sierra de Tlaxco y territorios otomíes.
- Sur: frontera con señoríos popolocas de la Sierra Negra.
- Este: declives orientales de La Malinche hacia La Huasteca.
- Oeste: Territorios mexicas de Huexotzinco y Cholula.

### Características físicas
El territorio tlaxcalteca presenta altitudes entre 2100 y 4461 metros sobre el nivel del mar, con clima templado-frío predominante y suelos de ceniza volcánica altamente fértiles (andosoles). La región se caracteriza por:
- Relieve: Valles intermontanos, lomeríos suaves y conos volcánicos.
- Hidrografía: Cuencas de los ríos Zahuapan y Atoyac, numerosos manantiales.
- Vegetación original: Bosques de pino-encino en las elevaciones, pastizales en valles.
- Recursos minerales: Obsidiana, basaltos, arcillas para cerámica.

Esta configuración geográfica proporcionó ventajas defensivas naturales y recursos estratégicos que fueron fundamentales para la supervivencia de la confederación.

### Demografía y asentamientos
Cálculos demográficos basados en prospección arqueológica sistemática y análisis de padrones virreinales tempranos estiman una población de 150,000 a 300,000 habitantes al momento del contacto europeo (1519), distribuida en aproximadamente 200 comunidades subordinadas a las cuatro cabeceras principales.
La densidad poblacional urbana de Tlaxcallan (50-107 habitantes por hectárea) fue una de las más altas de Mesoamérica, comparable a centros como Teotihuacán y Tenochtitlan. Esta concentración demográfica reflejaba tanto la prosperidad agrícola como la necesidad de defensa colectiva frente a amenazas externas.
Principales asentamientos:
- Cabeceras (senpochtekah): Tepeticpac, Tizatlán, Ocotelulco, Quiahuiztlán.
- Centros secundarios: Atlihuetzia, Tepeyanco, Ixtacuixtla, Panotla.
- Fortificaciones: Red de fortalezas en las fronteras oeste y sur.

## Historia

### Orígenes y período formativo (siglos XII-XIV)
Los orígenes de Tlaxcallan se remontan a las migraciones chichimecas del Período Posclásico Temprano. Según la tradición compilada por Diego Muñoz Camargo en su Historia de Tlaxcala (c. 1592), grupos dirigidos por el caudillo Culhuatecuhtli se establecieron hacia 1208 en la región, fundando inicialmente Tepeticpac como primer asentamiento permanente.
El proceso de etnogénesis tlaxcalteca implicó la fusión de estos grupos chichimecas con poblaciones locales otomíes y nahuas preexistentes. Entre 1348 y 1384 se fundaron las otras tres cabeceras mediante escisiones planificadas desde Tepeticpac:
- Ocotelulco (c. 1348): Fundada por Ocoteloltzin.
- Tizatlán (c. 1365): Establecida por Tizatlancalqui.
- Quiahuiztlán (c. 1384): Creada por Quiahuiztlatzin.

Esta estructura cuatripartita reflejaba conceptos mesoamericanos de organización espacial y política, pero su implementación confederada fue distintiva de Tlaxcallan.

### Consolidación de la confederación (siglos XIV-XV)
Durante los siglos XIV y XV, Tlaxcallan evolucionó de una alianza militar temporal a una confederación política estable. El sistema de gobierno colegiado se institucionalizó mediante:
- Consejo de los Cuatro Señores (nawtetekwtin): Órgano supremo de decisión.
- Senados locales (tlahtoanimeh): Consejos deliberativos en cada cabecera.
- Rotación de liderazgo militar: Alternancia en el mando de campañas.

A finales del siglo XV, la confederación había expandido su control sobre un corredor comercial estratégico hacia la Sierra Norte de Puebla y la Huasteca, controlando rutas de obsidiana, sal, cochinilla y otros productos de lujo.

### Guerras floridas y resistencia mexica (1428-1519)
La expansión de la Triple Alianza bajo Itzcoátl y Moctezuma Ilhuicamina convirtió a Tlaxcallan en objetivo prioritario del imperialismo mexica. Entre 1428 y 1519, la república libró al menos 14 campañas mayores contra Tenochtitlan, Texcoco y Tlacopan, además de decenas de escaramuzas menores.
Principales conflictos:
- Primera Guerra Tlaxcalteca (1428-1433): Resistencia inicial a la expansión mexica.
- Campañas de Moctezuma I (1458-1469): Intentos sistemáticos de conquista.
- Guerras de Axayácatl (1472-1481): Escalada del conflicto ritual.
- Campañas de Ahuitzotl (1486-1502): Intensificación de las xochimikistli.

Las fuentes mexicas, particularmente la Crónica Mexicayotl, justificaron la permanencia de Tlaxcala como «zona de captura» para obtener prisioneros destinados al sacrificio ritual. Sin embargo, estudios estratégicos recientes destacan que la confederación logró mantener un equilibrio de poder efectivo mediante:
- Alianzas externas: Pactos con Meztitlán, Yopitzinco y otros enemigos mexicas.
- Innovación militar: Desarrollo de tácticas defensivas especializadas.
- Control de recursos: Monopolio de rutas comerciales alternativas.
- Diplomacia: Negociaciones que limitaron la escalada destructiva.

### Contacto europeo y alianza con España (1519-1521)
La llegada de Hernán Cortés en septiembre de 1519 representó un punto de inflexión crucial para Tlaxcallan. Tras una serie de enfrentamientos iniciales (2-5 de septiembre), los líderes tlaxcaltecas encabezados por Maxixcatzin y Xicohténcatl el Viejo optaron por una alianza estratégica con los españoles.
Fases del contacto: 1. Combates iniciales (2-5 septiembre): Prueba de fuerza mutua. 2. Negociaciones (6-22 septiembre): Deliberaciones en el consejo confederado. 3. Alianza formal (23 septiembre): Pacto militar y político. 4. Campaña de Cholula (octubre 1519): Primera acción conjunta. 5. Asedio de Tenochtitlan (1521): Participación masiva tlaxcalteca.
Más de 20,000 guerreros tlaxcaltecas participaron en la campaña final contra Tenochtitlan, proporcionando no solo fuerza militar sino también logística, inteligencia y legitimidad política crucial para el éxito español.
Términos de la alianza:
- Reconocimiento de autonomía interna tlaxcalteca.
- Conservación de territorios tradicionales.
- Exención perpetua de tributos.
- Participación en el reparto del botín de guerra.
- Protección española contra enemigos externos.

### Período colonial temprano (1521-1677)
La alianza con España permitió a Tlaxcallan conservar un estatus privilegiado único en el Virreinato de Nueva España. El Privilegio de Tlaxcala, confirmado por Carlos V en 1535, garantizó:
- Autonomía política: Cabildo indígena propio hasta 1677.
- Exenciones fiscales: Liberación del tributo real.
- Tierras comunales: Confirmación de territorios ancestrales.
- Nobleza reconocida: Mantenimiento de jerarquías tradicionales.
- Fueros especiales: Jurisdicción sobre delitos menores.

Este régimen excepcional permitió la supervivencia de instituciones tlaxcaltecas tradicionales durante más de un siglo, hasta que la consolidación del sistema de corregimiento incorporó gradualmente sus atribuciones al aparato colonial español.

## Arqueología y cultura material

### Investigaciones arqueológicas
Las investigaciones arqueológicas sistemáticas en Tlaxcallan, iniciadas en la década de 1960 por el INAH y intensificadas desde 2007 por proyectos internacionales, han revolucionado la comprensión de la organización política y social de la confederación.
Principales proyectos:
- Proyecto Tlaxcallan (2007-2023): Prospección intensiva dirigida por Lane Fargher.
- Excavaciones de Tizatlán (1988-presente): INAH-Tlaxcala.
- Proyecto Ocotelulco (2010-2018): Universidad de Boston.
- Estudios de fortificaciones (2015-2020): Análisis de la "muralla de Tlaxcala".

### Urbanismo y arquitectura
Prospecciones intensivas han revelado un patrón de asentamiento distintivo caracterizado por:
- 24 plazas ceremoniales distribuidas en terrazas habitacionales.
- Ausencia de palacios monumentales: Contraste con centros mexicas.
- Arquitectura civil predominante: Residencias de élite modestas.
- Espacios públicos amplios: Énfasis en áreas de reunión comunitaria.

Esta configuración urbana ha sido interpretada como evidencia material de un sistema político participativo, donde el poder se distribuía entre múltiples grupos de élite en lugar de concentrarse en una dinastía real.
Arquitectura defensiva: La llamada muralla de Tlaxcala, un sistema de talud-foso de 8 km de longitud, ha sido fechada mediante radiocarbono entre 1450-1510 d. C. Esta fortificación, complementada con torres de vigilancia y refugios, constituye uno de los sistemas defensivos prehispánicos mejor conservados de Mesoamérica.

### Cultura material
Los artefactos recuperados revelan una cultura material sofisticada que combinaba tradiciones locales con influencias pan-mesoamericanas:
Cerámica:
- Estilo Tlaxcala-Puebla: Policromía geométrica característica.
- Vajillas rituales: Incensarios y braseros ceremoniales.
- Cerámica doméstica: Ollas, comales, cazuelas para uso cotidiano.

Lítica:
- Obsidiana: Herramientas y armas de obsidiana verde local.
- Basalto: Metates, manos de moler, escultura arquitectónica.
- Pedernal: Puntas de proyectil y cuchillos.

Objetos de prestigio:
- Joyería: Ornamentos de oro, plata y piedras semipreciosas.
- Textiles: Mantas de algodón y fibra de maguey con diseños complejos.
- Plumaria: Trabajos artísticos con plumas de aves tropicales.

## Organización política y social

### Estructura gubernamental
La organización política de Tlaxcallan representaba un modelo único en Mesoamérica, caracterizado por un sistema confederado que equilibraba autonomía local con coordinación supraregional.
Nivel confederado:
- Consejo de los Cuatro Señores: Órgano supremo integrado por los teuctin de las cabeceras.
- Decisiones por consenso: Guerra, diplomacia y política exterior requerían unanimidad.
- Rotación de liderazgo: Alternancia en el mando militar y ceremonial.
- Tribunal confederado: Resolución de conflictos intercomunales.

Nivel local (cabeceras): Cada cabecera mantenía autonomía interna bajo la autoridad de un tekwtli (señor principal) asistido por consejos deliberativos:
- Ocotelulco: 200 senadores, liderazgo hereditario estricto.
- Tizatlán: 150 senadores, influencia militar predominante.
- Quiahuiztlán: 100 senadores, elección interna del tekwtli.
- Tepeticpac: 50 senadores, especialización en asuntos exteriores.

Esta variación interna refleja la flexibilidad del sistema confederado para acomodar tradiciones locales divergentes.

### Estratificación social
La sociedad tlaxcalteca presentaba una estratificación compleja pero relativamente móvil:
Élite (pipiltin):
- Tetekwtin: Señores principales de las cabeceras.
- Tlahtoanimeh: Senadores y nobles menores.
- Pochtekah: Comerciantes de larga distancia.
- Tlenamakaskeh: Sacerdotes especializados.

Población común (masewaltin):
- Tlawistli: Guerreros profesionales.
- Toltekah: Artesanos especializados.
- Milchimalli: Agricultores-soldados.
- Tlakohtin: Sirvientes (no esclavos hereditarios).

La movilidad social era posible principalmente a través del mérito militar, la especialización artesanal y el comercio exitoso, características que distinguían a Tlaxcallan de sociedades más rígidamente jerarquizadas.

## Economía

### Agricultura y producción primaria
La economía tlaxcalteca se basaba en una agricultura intensiva adaptada a las condiciones de alta montaña:
Cultivos principales:
- Trilogía mesoamericana: Maíz, frijol, calabaza en sistema milpa.
- Maguey (agave): Fibra, bebida alcohólica (pulque), construcción.
- Chile: Variedades adaptadas al clima frío.
- Amaranto: Cultivo ritual y alimentario especializado.

Técnicas agrícolas:
- Terrazas: Aprovechamiento de laderas montañosas.
- Chinampas de montaña: Cultivo en humedales de altura.
- Sistemas de riego: Canales derivados de manantiales.
- Rotación de cultivos: Manejo sostenible de suelos volcánicos.

### Producción artesanal
Tlaxcallan desarrolló especializaciones artesanales distintivas que la convirtieron en centro de producción regional:
Cochinilla: La cría de la cochinilla (Dactylopius coccus) en nopales cultivados constituyó la principal industria de exportación tlaxcalteca. Este insecto producía un tinte rojo intenso altamente valorado en Mesoamérica y posteriormente en Europa.
Textiles:
- Algodón: Importado y transformado en mantas de lujo.
- Ixtle: Fibra de maguey para textiles corrientes.
- Tintes naturales: Especialización en colorantes vegetales y minerales.

Cerámica: Los alfareros tlaxcaltecas desarrollaron el distintivo estilo Tlaxcala-Puebla, caracterizado por diseños geométricos policromados que influyeron en la cerámica de amplias regiones de Mesoamérica.

### Comercio y mercados
A pesar del bloqueo económico impuesto por la Triple Alianza, Tlaxcallan mantuvo una red comercial activa mediante:
Rutas alternativas:
- Corredor norte: Hacia la Huasteca vía Sierra Norte de Puebla.
- Ruta oriental: Conexión con la costa del Golfo de México.
- Intercambio montañés: Trueque con comunidades otomíes y totonacas.

Principales mercados:
- Ocotelulco: ~20,000 asistentes diarios, centro regional.
- Tizatlan: Especializado en productos militares.
- Tepeticpac: Mercado de productos de lujo.
- Atlihuetzia: Intercambio con comunidades rurales.

Productos de intercambio:
- Exportaciones: Cochinilla, textiles, obsidiana, cerámica.
- Importaciones: Cacao, sal, plumas, jade, algodón en rama.

El sistema económico tlaxcalteca demostró notable resiliencia ante las presiones externas, desarrollando estrategias de autosuficiencia e intercambio alternativo que fueron fundamentales para su supervivencia política.

## Religión y cultura

### Sistema religioso
La religión tlaxcalteca combinaba elementos del panteón mesoamericano común con cultos locales distintivos, reflejando tanto su herencia chichimeca como su integración en las redes culturales regionales.
Principales deidades:
- Camaxtli: Dios cazador-guerrero, patrón principal de Tlaxcallan.
- Tláloc: Dios de la lluvia, crucial para la agricultura de temporal.
- Quetzalcóatl: Serpiente emplumada, asociado con conocimiento y fertilidad.
- Matlalcueyeh: Diosa del volcán La Malinche, deidad protectora local.
- Itzpapálotl: Mariposa de obsidiana, relacionada con guerra y sacrificio.

Prácticas rituales: Excavaciones en Ocotelulco han identificado evidencia de sacrificio gladiatorio y ofrendas masivas asociadas al culto de Camaxtli. Los rituales incluían:
- Sacrificios de prisioneros: Capturados en las guerras floridas.
- Autosacrificio: Sangrado ritual de la élite.
- Ceremonias agrícolas: Petición de lluvias y fertilidad.
- Ritos funerarios: Cremación y entierro con ajuares complejos.[13]

### Educación y transmisión cultural
Tlaxcallan mantuvo un sistema educativo dual similar al mexica pero adaptado a su estructura política descentralizada:
Kalmekak: Escuelas para la élite ubicadas en cada cabecera, formaban:
- Sacerdotes especializados en cultos locales.
- Administradores del gobierno confederado.
- Jueces para tribunales locales.
- Embajadores y diplomáticos.

Telpochkalli: Escuelas del barrio para jóvenes comunes, enfocadas en:
- Entrenamiento militar básico.
- Oficios artesanales especializados.
- Conocimientos agrícolas y comerciales.
- Historia y tradiciones locales.

### Literatura y artes
La tradición literaria tlaxcalteca, aunque menos documentada que la mexica, incluía géneros poéticos distintivos:
Poesía náhuatl:
- Xochipitzáhuac: Poema atribuido a Tecuanitzin de Tizatlán.
- Cantos de guerra: Composiciones rituales para ceremonias militares.
- Himnos religiosos: Dedicados a Camaxtli y deidades locales.

Artes plásticas:
- Murales de Cacaxtla: Iconografía pan-mesoamericana del siglo VII-X.
- Códices locales: Registros genealógicos y territoriales (perdidos).
- Escultura: Relieves arquitectónicos y estatuaria religiosa.
- Orfebrería: Objetos ceremoniales de oro y cobre.[14]

### Sincretismo colonial
Tras la conquista, la cultura tlaxcalteca experimentó procesos complejos de sincretismo religioso y cultural:
- Cristianización temprana: Conversión masiva dirigida por franciscanos.
- Persistencias indígenas: Continuidad de prácticas rituales adaptadas.
- Arte colonial: Fusión de elementos prehispánicos y europeos.
- Tradición oral: Conservación de relatos históricos en náhuatl.

## Legado histórico e historiografía

### Perspectivas historiográficas
Revisión académica contemporánea (1980-presente):
Desde la década de 1980 la arqueología procesual y la teoría de la acción colectiva han replanteado la interpretación de Tlaxcallan. Investigaciones lideradas por Richard E. Blanton y Lane F. Fargher subrayan la naturaleza corporativa de su gobierno y proponen que la república constituye un caso de “buen gobierno premoderno”, comparable —en ciertos rasgos— con la democracia ateniense, la villa medieval italiana o los cantones suizos. Estudios posteriores vinculan la estabilidad de la confederación a la eficacia en la provisión de bienes públicos (defensa, irrigación, justicia) y a la participación deliberativa de sus habitantes.
El análisis de los patrones de asentamiento y de la ausencia de palacios ha reforzado la noción de un sistema político descentralizado. Fargher et al. (2011) identificaron al menos 24 plazas ceremoniales independientes, mientras que trabajos de Millhauser y colaboradores sobre la distribución de obsidiana confirman la existencia de redes económicas que no dependían de una corte real centralizada.
La perspectiva militar también ha sido revisada. Ross Hassig (1988) ya subrayaba que las «guerras floridas» respondían a lógicas estratégicas más que exclusivamente rituales; investigaciones recientes —apoyadas en prospección LIDAR y fechamientos ^14C— muestran que Tlaxcallan implementó una defensa en profundidad mediante taludes, fosos y guarniciones montañosas, lo que cuestiona la tesis tradicional de una guerra pactada para obtener cautivos.
En el marco del quinto centenario de la conquista (2021), proyectos comunitarios han puesto el énfasis en la agencia tlaxcalteca y en su resiliencia cultural. Carballo, Alcántara y López Corral (2021) señalan que la narrativa de la “traición” simplifica la complejidad de las negociaciones indígenas y oscurece la continuidad de prácticas sociales hasta el presente.

### Representaciones en la cultura popular
- En la novela histórica La lealtad de los pueblos (2019) de Eduardo Antonio Parra, los tlaxcaltecas son protagonistas colectivos y se enfatiza su debate interno acerca de la alianza con Cortés.
- El videojuego educativo Mesoamérica VR (CINVESTAV-UNAM, 2023) incluye un módulo interactivo sobre la arquitectura de Tepeticpac y Tizatlán, diseñado a partir de datos LIDAR del Proyecto Tlaxcallan.
- Diversas compañías de danza tradicional tlaxcalteca recrean anualmente la batalla de Tecoac como parte de las fiestas de la Virgen de Ocotlán, integrando música prehispánica y elementos de teatro evangelizador.